# Eleccions a governador de Tòquio de 2003
Les eleccions a Governador de Tòquio de 2003 es van celebrar el 13 d'abril de 2003. En aquestes eleccions es triaria al Governador de Tòquio.
El ja governador Shintaro Ishihara que anava dins d'una coalició dretana amb el suport principal del PLD i els demobudistes va guanyar les eleccions amb vora un 70 percent dels vots, la major victòria d'un governador de Tòquio a les eleccions.

## Antecedents
Aquestes eleccions destaquen, d'entre d'altres, per que tot i ser en temps moderns no es van presentar molts candidats. El ja governador des de 1999, Shintaro Ishihara es va presentar per segona vegada, aquesta volta amb el suport total del PLD i amb el dels demobudistes, aconseguint vora un 70 percent dels vots emesos, un rècord en la història de les eleccions toquiotes. La candidata de l'opció de centre-esquerra va ser Keiko Higuchi, una professora d'universitat i periodista. Davan el triomf quasi absolut d'Ishihara, Higuchi només pogué obtindré un 26 percent dels vots, sense passar del milió de vots. S'ha de dir que el PD governava en aquell temps amb els demobudistes i Ishihara. Per la seua banda, els comunistes van quedar tercers com venia sent costum amb el seu candidat Yoshiharu Wakabayashi, obtenint només l'11 percent dels vots. El doctor Nakamatsu, famós i excèntric inventor que ja particitava per tercera vegada a les eleccions, va quedar quart amb més de 100.000 vots i poc més d'un 3 percent dels vots. En darrer lloc va quedar Kazutomu Ikeda, representant de l'Institut d'Investigació Agrària.

## Candidatures
| Candidat i partit polític     | Candidat i partit polític | Candidat i partit polític | Eslògan de campanya | Detalls |
| ----------------------------- | ------------------------- | ------------------------- | ------------------- | --- |
| Kazutomu Ikeda Independent    | Asano                     |                           |                     | Nou candidat. Representant de l'Institut d'Investigació Agrària, antic membre personal del ministeri d'agricultura, silvicultura i peixca. 70 anys.               |
| Yoshiharu Wakabayashi PCJ     | Asano                     |                           |                     | Nou candidat. Candidat del Partit Comunista del Japó, president del partit a Tòquio, ex secretari representatiu. 52 anys.                                         |
| Shintaro Ishihara Independent | Ishihara                  |                           |                     | Antic candidat. Escriptor, polític, Governador de Tòquio i intelectual. Es presentà amb el suport del PLD i Kōmeitō. 70 anys.                                     |
| Yoshiro Nakamatsu Independent | Dr. Nakamatsu             |                           |                     | Nou candidat. Inventor internacional. 74 anys. |
| Keiko Higuchi Independent     | Kurokawa                  |                           |                     | Nou candidat. Candidata amb el suport del PD, PSD, Tokyo Seikatsusha Network i l'Assemblea Verda. Crítica, professora de la Universitat Kasei de Tòquio. 70 anys. |

## Resultats
| Partit                          | Candidat                      | Vots      | %     |
| ------------------------------- | ----------------------------- | --------- | ----- |
| Independent                     | Shintaro Ishihara             | 3.087.190 | 70,21 |
| Independent                     | Keiko Higuchi                 | 817.146   | 18,58 |
| Partit Comunista del Japó (PCJ) | Yoshiharu Wakabayashi         | 364.007   | 8,28  |
| Independent                     | Dr. Nakamatsu                 | 109.091   | 2,48  |
| Independent                     | Kazutomu Ikeda                | 19.860    | 0,45  |
| Total (participació: 44,94 %)   | Total (participació: 44,94 %) | 4.397.294 |       |